# کاندلاریا (واییه دل کائوکا)
کاندلاریا (واییه دل کائوکا) (به اسپانیایی: Candelaria, Valle del Cauca) یک سکونت‌گاه مسکونی در کلمبیا است که در بخش بایه دل کائوکا واقع شده‌است.